# Domenico Cuomo
Domenico Cuomo (Gragnano, 6 febbraio 2004) è un attore italiano.

## Biografia
Nato a Gragnano, frequenta dal 2015 al 2020 il Centro Artistico Laborart.
Inizia la sua carriera come attore professionista nella terza stagione di Gomorra - La serie, fiction prodotta da Sky Italia, interpretando Cosimo. Successivamente, è Antonio nella serie TV della Rai L'amica geniale e, dal 2019, Gianni Russo, detto Cardiotrap, in Mare fuori, anch'essa prodotta dalla Rai. Sempre nel 2019 è suo il ruolo di Lorenzo nella miniserie Catch-22.
Dal 2021 veste i panni di Mimmo Bruni della fiction Un professore. Esordisce sul grande schermo nel 2020 con Alessandra - Un grande amore e niente più, e nel 2023 è protagonista del film horror Mimì - Il principe delle tenebre, prima regia di Brando De Sica.
A teatro è tra i protagonisti degli spettacoli Tredici – il musical contro il bullismo e Scugnizzi 2.0, entrambi diretti da Amelia Mascia. Inoltre, nel 2023 è la voce narrante del documentario Mi chiamo Giancarlo Siani.

## Filmografia

### Cinema
- Alessandra - Un grande amore e niente più, regia di Pasquale Falcone (2020)
- Mimì - Il principe delle tenebre, regia di Brando De Sica (2023)

### Televisione
- Gomorra - La serie – serie TV, 5 episodi (2017)
- L'amica geniale – serie TV, episodi 1x01-1x02-1x03 (2018)
- Catch-22 – miniserie TV, 4 episodi (2019)
- Mare fuori – serie TV (2020-2025)
- Il commissario Ricciardi – serie TV, episodio 1x03 (2021)
- Un professore – serie TV (2021-in corso)
- Hotel Costiera – serie TV (2025)

### Documentari
- Mi chiamo Giancarlo Siani, regia di Giuseppe Nuzzo (2023)

### Webserie
- Mare Fuori #confessioni (2023-2025)

## Teatro
- Tredici – il musical contro il bullismo, regia di Amelia Mascia (2018)
- Scugnizzi 2.0, regia di Amelia Mascia (2019)

## Riconoscimenti
- David di Donatello
  - 2023 – David Rivelazioni Italiane[5]
- Nastro d'argento
  - 2024 –  Hamilton Behind The Camera 10º anniversario - Premio Speciale per Mimì - Il principe delle tenebre[6]
- 81ª Mostra Internazionale d'arte cinematografica di Venezia
  - 2024 – Filming Italy Spotlight Award nella categoria “Young Generation” per Mimì - Il principe delle tenebre[7]
- Giffoni Film Festival
  - 2024 –  Explosive Talent Award[8]
- Next Generation Awards
  - 2023 – Miglior attore rivelazione[9]
  - 2023 – Premio speciale Ciak Generation[10]
- Premio Culturale Magister Giovanni Ferrario
  - 2019 –[11]
- Vespertilio Awards
  - 2024 – Miglior Attore Protagonista per Mimì - Il principe delle tenebre[12]